# عصب ربلي
العصب الربلي (بالإنجليزية: Sural nerve)‏ هو عصب حسي في منطقة ربلة الساق يتكون من فروع عصب قصبة الساق والعصب الشظوي الأصلي والفرع الجلدي الإنسي من العصب الظنبوبي والفرع الجلدي الجانبي من العصب الشظوي المشترك، وبمجرد تشكيله تمتد الأعصاب إلى أسفل منتصف ربلة الساق إلى الكاحل وعلى طول الجلد من الحفرة المأبضية الوسطى الخلفية إلى الخلف مباشرة إلى الكعب الجانبي ثم تحت الكعب وإلى الأمام على طول الجانب الجانبي للقدم.
يوفر العصب الربلي الإحساس بجلد القدم الجانبية والجانبي أسفل الكاحل.

## الهيكلية
يتكون العصب الجلدي الربلي من اندماج العصب الجلدي الربلي الإنسي وهو فرع طرفي من عصب قصبة الساق الجلدي الجانبي وهو أحد الفروع النهائية للعصب الشظوي الأصلي. هذان الفرعان متصلان بواسطة فرع الاتصال الربلي ويشكلان العصب الربلي. كيف يندمج الفرعان، مساهمة الفرع الشظوي والقصبي، موقع الاتصال، والاختلافات بين الطرفين السفليين تساهم في تقلب هذا العصب.
ينشأ العصب الظنبوبي والعصب الشظوي الشائع عندما ينقسم العصب الوركي إلى فرعين في الحفرة المأبضية. عندما ينتقل العصب الظنبوبي إلى أسفل الحفرة المأبضية، وقبل أن ينتقل إلى أسفل عضلة الساق فإنه يعطي فرعًا جلديًا هو العصب الجلدي الربلي الإنسي. يدور هذا العصب بشكل أفقي فوق الرأس الجانبي للساق، يعطي العصب الشظوي الشائع أيضًا فرعًا جلديًا صغيرًا وهو العصب الجلدي الجانبي، عندما ينفصل العصب الشظوي المشترك عن العصب الوركي، فإنه ينتقل بالتوازي مع الجزء البعيد من العضلة ذات الرأسين الفخذية باتجاه الرأس الشظوي. ينشأ الفرع الجلدي الصغير عندما ينتقل العصب الشظوي المشترك نحو الرأس الشظوي. ثم يستمر العصب أسفل الساق على الجانب الخلفي الوحشي، ثم خلفي إلى الكعب الجانبي حيث يمتد بعمق إلى غمد الوتر الشظوي ويصل إلى الحدبة الجانبية للإصبع الخامس، حيث يتشعب.
من منتصف العجل إلى الكاحل يقترب العصب من الجلد على طول خط مرسوم من الحفرة المأبضية الوسطى الخلفية إلى الخلف فقط للكعب الجانبي ثم تحت المطرقة وإلى الأمام على طول الجانب الجانبي للقدم.

## الوظيفة
يوفر العصب الربلي الإحساس بجلد القدم الجانبية والجانبي أسفل الكاحل.
ينقل العصب الإشارات الحسية من الزاوية الجانبية الخلفية للساق والقدم الجانبية وأصبع القدم الخامس باتجاه النخاع الشوكي والدماغ.

## الأهمية السريرية
يقوم العصب الربلي بوظيفة حسية بحتة وبالتالي ينتج عن إزالته عجز طفيف نسبيًا. لهذا السبب غالبًا ما يتم استخدامه لخزعة العصب وكذلك لعصب المتبرع عند إجراء طعم عصبي.

### إحصار العصب الربلي
يمكن استخدام إحصار العصب الربلي للتخدير السريع للقدم وأسفل الساق. لأن هذه التقنية تتطلب عددًا قليلاً من الحقن للوصول إلى التخدير المناسب وحجم أصغر من التخدير. إن العصب الربلي سطحي إلى حد ما مما يجعله في متناول الجراحين، لذلك فهو أسهل نسبيًا من الإجراءات الأخرى، أيضا نظرًا لخصائصه السطحية يتم حظر العصب الربلي بسهولة على مستويات متعددة عند أو فوق الكاحل. في إحدى الدراسات كان التخدير الموضعي للقدم والكاحل -عندما أجراه الجراحون- ناجحًا تمامًا بنسبة 95% من الوقت. لا يُنصح بإحصار العصب العصبي إذا كان المريض يعاني من حساسية تجاه محلول التخدير أو إذا كان مصابًا بأنسجة في موقع الحقن أو يعاني من اضطراب نزيف حاد أو يعاني من تلف عصبي سابق.

### المرض
اعتلال الأعصاب المحيطية غير شائع. في حالة الإصابة يمكن أن يكون بسبب آفة جماعية مثل العقدة أو الصدمة وهو السبب الأكثر شيوعًا. وفي بعض الأحيان تشمل الأمراض الالتهابية أو الوعائية بشكل انتقائي العصب الربلي. بالإضافة إلى ذلك سيكون العصب الربلي متورطًا في أي نوع من الاعتلال الأعصاب المحيطي المعمم. التغيرات الحسية من الاعتلال العصبي الربلي متغيرة ولكنها تحدث عادة في الجانب الخلفي الجانبي للساق والقدم الظهرية الجانبية ويمكن أن تكون هذه مؤلمة في بعض الأحيان مع عسر الحس والمذل. يمكن استخدام دراسات التوصيل العصبي لتحديد آفات العصب الربلي. يعتمد العلاج على سبب الاعتلال العصبي ففي بعض الأحيان يتم إجراء خزعة من العصب لأغراض التشخيص-على سبيل المثال- عادة ما يتم استئصال العقدة، لكن عادة ما يتم علاج اعتلال الأعصاب الرضحي بدون جراحة.

## صور إضافية

مناطق الإحساس بالجلد التي تغذيها أعصاب الساق.
مناطق الجلد التي تزودها أعصاب الساق - يغذي العصب الربلي الكاحل الجانبي.
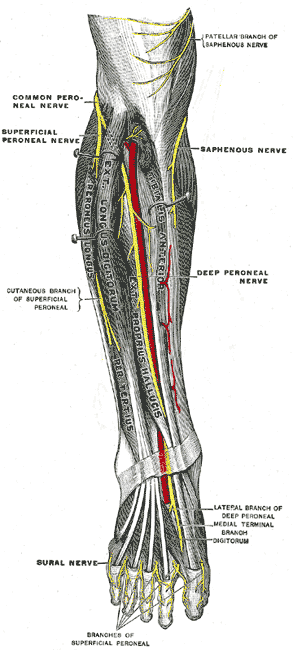
أعصاب عميقة في مقدمة الساق.
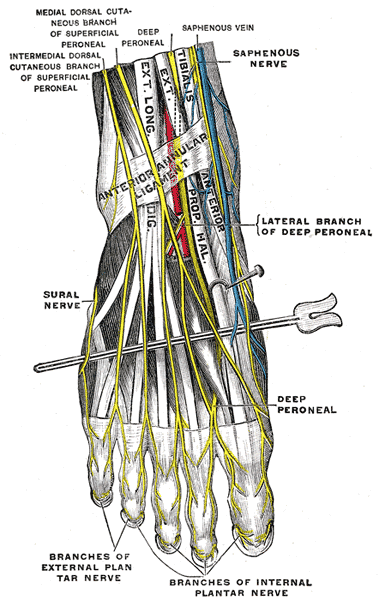
مسار الأعصاب في أسفل القدم.

## روابط خارجية
- صور تشريحية:11:07-0202 في مركز داونستيت الطبي التابع لجامعة نيويورك
- Sural_nerve على برنامج طب العظام التابع لنظام الصحة بجامعة ديوك [الإنجليزية]‏.
- مجال جلدي